# Oceanic (álbum de Isis)
Oceanic es el segundo álbum de estudio de la banda estadounidense de post-metal ISIS, lanzado el 16 de septiembre de 2002 por Ipecac Recordings. El 4 de noviembre de 2004 se lanzó una edición remasterizada vía Hydrahead/Ipecac Recordings.
El 23 de julio de 2006, Isis tocó completo este álbum en el foro KOKO, ubicado en Camden Town, Londres como parte del festival All Tomorrow's Parties curado por Don't Look Back. Esta presentación fue grabada y lanzada posteriormente como Live V en el año 2009. La canción "Weight" fue usada en el vigésimo episodio de la serie de televisión Friday Night Lights en el año 2007.

## Temas
La historia completa fue descrita por Aaron Turner en una entrevista para la radio, y en términos más herméticos, en el folleto incluido en el álbum.

## Recepción
Su estilo marca un rompimiento significativo con su el sonido de su antecesor, caracterizado hasta entonces como aplastante, grueso y con bastantes guitarras distorsionadas. Con este álbum se introduce en el sonido largas partes de guitarra limpia, considerables cantidades de música ambiental, voces femeninas y una gran influencia del post-rock, ya comenzando a tener presencia desde el EP SGNL>05 y el álbum Celestial. Esta transición fue etiquetada por Robin Jahdi de FACT Magazine como "una de las metamorfosis musicales más reveladoras de la década." Ben Richardson manifestó en el periódico San Francisco Bay Guardian que el álbum "es una explosión glaciar totalmente inspirada instrumentalmente por el post-metal de Neurosis"; de la misma forma, fue descrito como "una obra maestra... el estándar con el cual serán comparados todos los álbumes de post-metal a partir de ese momento."
El cambio en el sonido fue difícil de digerir para quienes los seguían desde sus inicios, pero resultó beneficioso para la banda pues incrementó su base de fanes y las comparaciones con Neurosis y Godflesh comenzaron a olvidarse. La gradual disminución de elementos sludgecore y el incremento en los tintes de post-rock atmosférico, sin dejar de lado las iniciales influencias metal y hardcore hicieron que el álbum fuera enteramente clasificado dentro del post-metal, y en esencia, ser uno de los principales impulsores del género. Algunos críticos les atribuyeron el hecho de haber creado verdaderamente tal género, dejando fuera todo tipo de definiciones efímeras. Esta inclinación hacia el post-rock fue alabada por la crítica especializada; la presencia de voces femeninas también fue aplaudida. Estas canciones incluyen a "The Beginning and the End", "Carry" y "Weight", en las cuales participa Maria Christopher de la banda 27.
Algunos fanes y críticos puntualizan que el álbum ha sido notable influencia en muchos de los álbumes de post-metal y rock de los años siguientes a su lanzamiento. En el año 2004, Cult of Luna lanzó Salvation; presentando una gran diferencia en cuanto al estilo de la banda, comparado con sus antecesores Cult of Luna y The Beyond como lo fue Oceanic comparado con SGNL>05 y Celestial. La banda misma cita a Isis como una principal influencia.

## Remixes
El álbum fue re mezclado en una serie de cuatro EP de vinilo, llamada Oceanic Remixes/Interpretations Volumes I-IV y lanzados a través de Robotic Empire Records entre los años 2004 y 2005. Entre los colaboradores se encuentran Mike Patton, Venetian Snares y Justin Broadrick. Estos temas, y uno adicional por Tim Hecker, fueron recopilador dentro de un CD doble lanzado por Hydra Head Records, llevando por título Oceanic: Remixes & Reinterpretations.

## Lista de canciones
Todas las canciones escritas y compuestas por Isis. 
| N.º | Título                      | Duración |  |
| 1.  | «The Beginning and the End» | 8:02     |  |
| 2.  | «The Other»                 | 7:15     |  |
| 3.  | «False Light»               | 7:42     |  |
| 4.  | «Carry»                     | 6:46     |  |
| 5.  | «-»                         | 2:06     |  |
| 6.  | «Maritime»                  | 3:03     |  |
| 7.  | «Weight»                    | 10:46    |  |
| 8.  | «From Sinking»              | 8:24     |  |
| 9.  | «Hym»                       | 9:14     |  |

## Créditos
Integrantes
- Jeff Caxide – bajo
- Aaron Harris – batería
- Michael Gallagher – guitarra
- Bryant Clifford Meyer – electrónicos, guitarra, voz en la primera parte de "Hym"
- Aaron Turner – voz, guitarra, arte y diseño de portada

Personal adicional
- Matt Bayles – ingeniería de audio, mezclas y producción
- Mélanie Benoit – fotografía
- Ed Brooks – masterización
- Maria Christopher – voces en "The Beginning and the End", "Weight" y "Carry"
- Jason Hellmann – fotografía
- Ayal Naor – instrumentación adicional en "The Beginning and the End" y "Weight"

## Historial de lanzamientos
| Fecha                    | Sello                   | Región         | Número de catálogo | Formato |
| ------------------------ | ----------------------- | -------------- | ------------------ | ------- |
| 16 de septiembre de 2002 | Ipecac Recordings       | Estados Unidos | IPC-032            | CD      |
| 2002                     | Escape Artist Records   | Estados Unidos | EA12.0             | 2×LP    |
| Octubre, 2002            | Trust No One Recordings | Europa         | TNO018             | 2×LP    |
| 13 de septiembre de 2002 | Ritual Records          | Japón          | HWCY-1109          | CD      |
| 2007                     | Level Plane Records     | Estados Unidos | LP105              | 2×LP    |
| 22 de enero de 2010      | Daymare Recordings      | Japón          | DYMC114            | CD      |